# Hamataliwa sanmenensis
Hamataliwa sanmenensis là một loài nhện trong họ Oxyopidae.
Loài này thuộc chi Hamataliwa. Hamataliwa sanmenensis được miêu tả năm 1992 bởi Da-xiang Song & Zheng.